# Siedliska Pierwsze
Siedliska Pierwsze – wieś w Polsce położona w województwie lubelskim, w powiecie krasnostawskim, w gminie Fajsławice.
Wieś stanowi sołectwo gminy Fajsławice.  Według Narodowego Spisu Powszechnego (III 2011 r.) wieś liczyła 880 mieszkańców.

## Historia
Nazwa Siedliska wzięła się od staropolskiego wyrazu "siedlić"- zagospodarować, a więc budować wieś na terenach niezamieszkałych.
- Dokładnie nie wiadomo kiedy powstała wieś. Pierwszy zapis nazwy pochodzi z 1452 roku. Wzmiankę o niej znajdujemy także u Długosza.
- W 1559 roku właścicielem wsi był dziedzic Mikołaj Suchodolski, który przyjął wyznanie ariańskie i jego posiadłość stała się znaczącym miejscem szerzenia tej wiary. Przebywali tu znani kaznodzieje ariańscy : Andrzej Lubieniecki, Krzysztof Lubieniecki, Andrzej Wiszowaty, Jan Ciechowski.
- W 1571 r. nastąpił pierwszy znaczny napływ arian z Lublina spowodowany ich wypędzeniem z tego miasta. Kolejny napływ arian nastąpił w latach 1645-1658. Ich przybycie miało istotny wpływ na okoliczną gospodarkę i zwiększyło dochody ludności ze sprzedaży produktów rolnych[9].
- W 1886 roku w skład posiadłości wchodziły folwarki : Marysin, Wzgórze, Ksawerówka i Siecizna oraz Siedliska, które liczyły około 100 mieszkańców. Oprócz tego wieś posiadała szkołę podstawową, pocztę, gorzelnię, wiatrak, piec wapienny, pokłady wapienia i kamienia budulcowego
- Na początku XX wieku właścicielem wsi był Majer, człowiek bardzo majętny. Wybudował on szosę kamienną do Fajsławic i Marysina. Od 1904 roku funkcjonowała tu fabryka wódek i likierów, oprócz tego garbarnia skór, młyn, tartak, posterunek i sąd.
- W czasie I wojny światowej Siedliska były dwukrotnie terenem walk między armią węgierską i rosyjską (20 lipca oraz 4 września 1914 roku). Podczas II wojny światowej majątek przejęli Niemcy. W 1944 formowała się tu II Dywizja Piechoty II Armii Wojska Polskiego. Znajdowało się tu również lotnisko dla potrzeb wojskowych.
- Po wojnie wieś rozwijała się dynamicznie. W 1954 roku oddano do użytku nowy budynek szkoły oraz utworzono Spółdzielnię Produkcyjną, która przejęła budynki pałacowe. W 1954 roku majątek został rozparcelowany pomiędzy pracowników dworskich i miejscowych chłopów, zaczął funkcjonować urząd pocztowy i ośrodek zdrowia. Do 1973 roku miał tu swoją siedzibę Urząd Gminy.
- W latach 1975–1998 miejscowość administracyjnie należała do ówczesnego województwa lubelskiego.
- Obecnie we wsi znajduje się gorzelnia, ośrodek zdrowia, piękny kościół parafialny i młyn. Jej mieszkańcy których jest około 700, zajmują się głównie prowadzeniem gospodarstw rolnych lub pracują w pobliskich miastach[10][11]

Starożytna Polska: pod względem historycznym, geograficznym i statystycznym
Michał Baliński, Tymoteusz Lipieński,
1845:
Siedliska czyli Siedliska Wielkie, wieś między Fajsławicami a Częstoborowicami, blisko drogi z Piasków do Krasnegostawu, o półtory mili od pierwszych położona, dziedzictwo dawne Suchodolskich herbu Janina. W niej podług podania miejscowego mieszkał w r. 1559 Mikołaj Suchodolski wielki orędownik różnowierców, który przejąwszy się nauką Leliusza Socyna w r. 1551 do Polski wniesioną, tu pierwszy miał jej zasady wyznawać i zwolenników liczbę pomnażać. Z czasem bardzo wiele osób zjeżdzać się zaczęło do Siedlisk dla nabożeństwa aryańskiego, że zaś nie było kościoła, odprawiano je, podług tradycyi, w browarze zbudowanym nad strumieniem, który przetrwał aż do naszych czasów. Dla częstych i licznych zjazdów, konsumpcya żywności w tej wsi tak się podniosła, że targi na nią znaczne jakby w mieście odbywano: i dotąd jest miejsce rynkiem zwane. Był tu naprzód pastorem i kaznodzieją Andrzej Lubieniecki herbu Rola, brat Stanisława, autor dzieła: Poloneutichia, i tu r. 1622 umarł mając lat 72. Po nim obowiązki te sprawował do r. 1648 Krzysztof Lubieniecki, a następnie sławny ów Andrzej Wiszowaty wnuk Socyna. Ten za zbliżeniem się Kozaków pod Chmielnickim r. 1648 idących z Wołynia ku Lublinowi, i mordujących Aryanów, schronił się przed niemi do Gdańska, skąd już do Siedlisk nie powrócił. Następcą jego w zarządzie kościelnym był Jan Ciachowski wnuk Szomana, znanego protestanta Lubelskiego. Pod Ciachowskim ćwiczył się w naukach ów Stanisław Lubieniecki syn Krzysztofa, pisarz historyi Reformacyi w Polsce, i tu w Siedliskach był jego pomocnikiem jako pastora w 1652 — 3 latach. Zbor Aryański w Siedliskach, upadł niedługo po szwedzkiej wojnie, t. j. w r. 1658; sam nawet opiekun jego Suchodolski nieugięty w zasadach swoich poszedł z wielu innemi na wygnanie do Siedmiogrodu, gdzie razem z bracią losu nieszczęśliwego wszystkich współwyznawców był uczestnikiem.